# Amtsfischerhaus

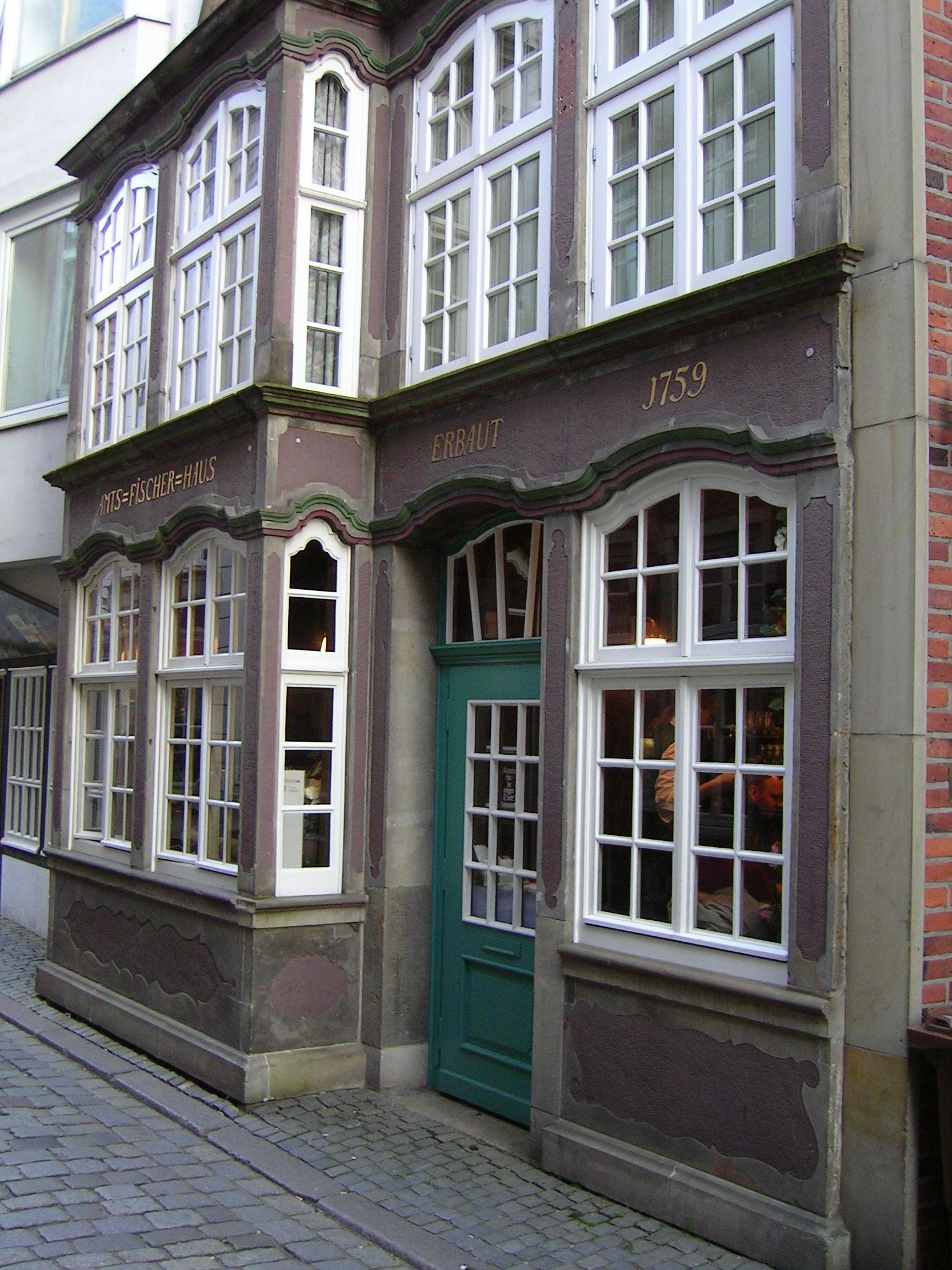
Sandsteinfassade von 1759

Das Amtsfischerhaus in Bremen ist ein 1968 bis 1970 errichtetes Gebäude im altstädtischen Schnoorviertel. Seine Bezeichnung führt auf den ehemaligen Sitz des Amtsfischers zurück, der sich in der Großenstraße im Stephaniviertel befand. Das wahrscheinlich aus der Zeit um 1650 stammende Gebäude wurde unter Bergung und Einlagerung der Fassade 1938 abgerissen. Nach den Zerstörungen des Zweiten Weltkrieges ist im Zuge des Wiederaufbaus an einigen Stellen in Bremen historische Bausubstanz verwendet worden, so auch die Fassade des ehemaligen Amtsfischerhauses, die dem Neubau des Hauses Schnoor 35 vorgeblendet wurde.
Das Gebäude steht seit 1973 unter Bremischen Denkmalschutz.

## Geschichte
Das Gebäude wurde um 1650 zunächst als Fachwerkhaus errichtet. Im Jahre 1759 wurde es umgebaut und erweitert. Die Fassade erhielt dabei ihr heutiges Aussehen im Stil des Rokoko mit Sandsteingliederung des Erdgeschosses und der ersten Etage, einer zweigeschossigen Utlucht sowie dem backsteinsichtigen Giebeldreieck.
Die Bezeichnung Amtsfischerhaus tauchte erstmals nach einem erneuten Umbau in den Jahren 1911/12 auf. Bei der Restaurierung, die aufgrund des Gebäudeverfalls erforderlich wurde, entstand eine neue Innenausstattung nach Entwürfen des Worpsweder Malers Heinrich Vogeler.
Im Zusammenhang mit der Stadtsanierung in den 1930er Jahren wurde das Haus einer neuen Straßenverbindung geopfert und abgerissen. Aufgrund ihrer historischen und kunstgeschichtlichen Bedeutung wurde die Fassade geborgen und eingelagert.
Von 1968 bis 1970 wurde die Fassade für den Neubau des Hauses Schnoor Nr. 35 wiederverwendet. Bauherr war die Schnoor GmbH. Das gesamte Gebäude-Ensemble wurde im Jahre 1973 unter Denkmalschutz gestellt.
Die Bezeichnung Amtsfischer geht auf 1541 zurück. Für die Verwaltung der Fischerei- und Angelrechte an der Weser wurde in Bremen ein Amtsgebäude errichtet. Urkundlich nachgewiesen ist der erste Amtsträger in diesem Haus jedoch erst 1746. Im Laufe der Jahrhunderte wurden die gesetzlichen Regelungen sowohl zum Ausüben des Berufs als auch der Erlaubnis für Privatpersonen mehrfach geändert. Bei der Einführung der Gewerbefreiheit 1861 wurde die Zunft (das „Amt“) der Fischer, weil sie gewissermaßen Träger bremischer Rechte gegen die anderen Weseruferstaaten war, als einzige Bremer Zunft nicht aufgelöst. So ist noch heute die Ausübung staatlicher Hoheitsrechte nicht mehr an den Sitz der zuständigen staatlichen Verwaltung gebunden. Gegenwärtig (Stand 2010) ist das Fischeramt Bremen mit Sitz in der Violenstraße 49 für die Verwaltung und die Aufsicht zuständig.
Bis Ende 2009 wurde der Name Amtsfischerhaus auch von einem Fischrestaurant verwendet, das sich in einem benachbarten Neubau befand (Schnoor 31).